# 4966 Edolsen
A 4966 Edolsen (ideiglenes jelöléssel 1981 EO34) a Naprendszer kisbolygóövében található aszteroida. Schelte J. Bus fedezte fel 1981. március 2-án.